# Indo-europeni
Indo-europenii sunt vorbitorii limbilor indo-europene, o familie de limbi importantă din Eurasia.

## Factorii genetici ai indo-europenilor
Indo-europenii sunt o comunitate exclusiv lingvistică. Cu excepția rudeniei lingvistice, nimic altceva nu le leagă. Răspândirea factorului ADN mitocondrial este foarte mică datorită răspândirii limbilor. Până în 1960, dovezile arheologice ale schimbărilor culturale au fost adesea interpretate ca o prezumție de dovezi a migrației semnificative. Noua arheologie care a apărut în anii 1960 și 1970 a respins această concepție - adoptarea de noi culturi poate apărea prin comerțul sau intrările unei mici elite de guvernământ cu cel mai mic sau chiar zero impact asupra fondului de gene.
Populațiile sunt legate în primul rând pe baza geografiei și nu pe baza limbajului comun.